# Ersguterjunge
Ersguterjunge è una etichetta discografica tedesca di proprietà di Sony BMG. È stata fondata nel 2004 da Bushido e D-Bo, dopo la separazione di Bushido dalla label Aggro Berlin.

## Storia
Baba Saad era già stato coinvolto nel 2004 in occasione della registrazione del CD Electro Ghetto e quindi apparteneva già alla ersguterjunge. Un anno dopo Bushido ha pubblicato, in collaborazione con Baba Saad, Carlo, Cokxxx, Nutten II. Il CD ha raggiunto il terzo posto nella classifica degli album tedeschi più venduti.
Bass Sultan Hengzt firmò con ersguterjunge nei primi mesi del 2005 ma ha lasciato la label subito dopo la pubblicazione del suo album Rap braucht immer noch kein Abitur. Nel giugno dello stesso anno, lasciarono la label anche i produttori DJ Ilan & DJ Devin, per motivi personali.
Con la partenza di DJ Ilan e DJ Devin, arrivò il duo di produttori Hip Hop "Beatlefield" costituito da Chakuza & DJ Stickle. Chakuza pubblicò nell'aprile 2006 l'album Suchen & Zerstören che raggiunse il 50º posto della classifica tedesca. Nello stesso mese arrivarono altri produttori Hip Hop a far parte della label ersguterjunge: Screwaholic e Bizzy Montana che è anche rapper. Nel mese di ottobre del 2006 è uscito l'album Blackout di Chakuza & Bizzy Montana.
Nel novembre del 2006, la rapper Bahar lasciò la label, ritenendo la ersguterjunge non adatta per il successo del suo album. Anche la rapper Billy13, che era già apparsa sul primo sampler di ersguterjunge, lasciò la label.
Nel dicembre del 2006, firmò un nuovo rapper, Nyze, che era già apparso in numerosi pubblicazioni della label in precedenza, e nel gennaio del 2007, pubblicò il suo primo album Geben & Nehmen.
Sempre nel dicembre firmò con la ersguterjunge Eko Fresh, che aveva l'intenzione di collaborare insieme a Bushido per un album che sarebbe uscito nel 2007. Allo stesso tempo, Baba Saad ha prolungato il suo contratto con la Label per la realizzazione di un nuovo album.
Agli inizi del 2007, Bushido fondò una Girlband composta da tre ragazze che presero il nome di Bisou. Poco dopo arrivarono altri due artisti: il rapper Kay One e il cantante Tarééc.
L'8 giugno 2007 venne pubblicato il primo album di Bizzy Montana, M.a.d.U. - Mukke aus der Unterschicht che raggiunse il 61º posto della classifica tedesca degli album.
Il 31 agosto 2007 venne pubblicato uno degli album più venduti di Bushido in tutta la Germania, ovvero 7 che raggiunse il primo posto della classifica tedesca degli album.
Cinque CD pubblicati dalla ersguterjunge hanno raggiunto il Disco d´oro in Germania: Electro Ghetto, Staatsfeind Nr. 1, Von der Skyline zum Bordstein zurück, 7, Vendetta - ersguterjunge Sampler 2. Anche il primo DVD LIVE Deutschland gib mir ein Mic! ha raggiunto il Disco d´oro.
Nel 2008 Eko Fresh lasciò la ersguterjunge annunciando sulla sua pagina di MySpace che la sua carriera da rapper sarebbe terminata ma questa affermazione sembra essere stata solamente un fake viste le ultime uscite.
Nel marzo del 2009 abbandonò Screwaholic la Label per intraprendere nuove vie musicali.
Poco dopo è stato rivelato che anche D-Bo ha lasciato l'etichetta.
Nel novembre del 2010, hanno lasciato l'etichetta il produttore DJ Stickle e il rapper Chakuza.
Nel marzo del 2011, Baba Saad mentre partecipava ad un concerto del rapper Haftbefehl, affermò al pubblico di non essere più sotto contratto con la "ersguterjunge".
Il 27 agosto del 2011, Nyze ha rilasciato in un'intervista online una dichiarazione in cui ha affermato che il suo contratto con la "ersguterjunge" non è stato rinnovato.
Il 10 aprile del 2012, Kay One ha comunicato attraverso Facebook che si è dimesso dalla Label ersguterjunge.

## Artisti
| Rapper attivi - Bushido (dal 2004) | Produttori Hip Hop |

### Artisti non più attivi
- Bass Sultan Hengzt  (2005)
- DJ Devin (Produttore Hip Hop)  (2004 - 2005)
- DJ Ilan (Produttore Hip Hop)  (2004 - 2005)
- Bahar  (2005 - 2006)
- Billy13  (2004 - 2006)
- Decay (Produttore Hip Hop)  (2004 - 2006)
- Eko Fresh  (2006 - 2008)
- Screwaholic (Produttore Hip Hop)  (2006 - 2009)
- D-Bo  (2004 - 2009)
- Tarééc  (2007 - 2010)
- Chakuza  (2005 - 2010)
- DJ Stickle (Produttore Hip Hop)  (2005 - 2010)
- Baba Saad  (2004 - 2011)
- Bizzy Montana  (2006 - 2011)
- Nyze  (2006 - 2011)
- Kay One  (2007 - 2012)
- Shindy  (2012)

## Pubblicazioni

### Album
| Anno | Titolo                                               | Artista                                                                      | Album Charts (GER) | Stato                 |                                 |
| ---- | ---------------------------------------------------- | ---------------------------------------------------------------------------- | ------------------ | --------------------- | ------------------------------- |
| 2004 | King of KingZ 2004 Edition                           | Bushido                                                                      | -                  | -                     | censurato dalla BPjM            |
| 2004 | Deutscha Playa 2004                                  | D-Bo                                                                         | -                  | -                     | -                               |
| 2004 | Electro Ghetto                                       | Bushido                                                                      | 6                  | Disco d´oro           | censurato dalla BPjM            |
| 2005 | Deo Volente                                          | D-Bo                                                                         | -                  | -                     | -                               |
| 2005 | Carlo, Cokxxx, Nutten II                             | Bushido e Baba Saad                                                          | 3                  | -                     | -                               |
| 2005 | Rap braucht immer noch kein Abitur                   | Bass Sultan Hengzt                                                           | 74                 | -                     | -                               |
| 2005 | Staatsfeind Nr. 1                                    | Bushido                                                                      | 4                  | Disco d´oro           | -                               |
| 2005 | Fick immer noch deine Story                          | Eko Fresh                                                                    | -                  | -                     | -                               |
| 2006 | Ersguterjunge Sampler 1 - Nemesis                    | Bushido, Baba Saad, Chakuza, Eko Fresh, Nyze, Bizzy Montana, D-Bo e Billy13  | 4                  | -                     | censurato dalla BPjM            |
| 2006 | Suchen & Zerstören                                   | Chakuza                                                                      | 50                 | -                     | -                               |
| 2006 | Deutschland gib mir ein Mic (Live CD/DVD)            | Bushido                                                                      | 10                 | Disco d´oro           | -                               |
| 2006 | Das Leben ist Saad                                   | Baba Saad                                                                    | 15                 | -                     | -                               |
| 2006 | Seelenblut                                           | D-Bo                                                                         | 59                 | -                     | -                               |
| 2006 | Von der Skyline zum Bordstein zurück                 | Bushido                                                                      | 2                  | Disco d´oro e platino | Violazioni dei diritti d'autore |
| 2006 | Blackout                                             | Chakuza e Bizzy Montana                                                      | 69                 | -                     | -                               |
| 2006 | Ersguterjunge Sampler 2 - Vendetta                   | Bushido, Baba Saad, Chakuza, Eko Fresh, Nyze, Bizzy Montana e D-Bo.          | 7                  | Disco d´oro           | Violazioni dei diritti d'autore |
| 2007 | Geben & Nehmen                                       | Nyze                                                                         | 87                 | -                     | -                               |
| 2007 | City Cobra                                           | Chakuza                                                                      | 10                 | -                     | -                               |
| 2007 | Hier und Jetzt                                       | Bisou                                                                        | 42                 | -                     | -                               |
| 2007 | M. a. d. U. (Mukke aus der Unterschicht)             | Bizzy Montana                                                                | 61                 | -                     | -                               |
| 2007 | 7                                                    | Bushido                                                                      | 1                  | Disco d´oro e platino | -                               |
| 2007 | Sans Souci                                           | D-Bo                                                                         | 64                 | -                     | -                               |
| 2007 | Ekaveli                                              | Eko Fresh                                                                    | 100                | -                     | -                               |
| 2007 | Ersguterjunge Sampler 3 - Alles Gute kommt von unten | Bushido, Baba Saad, Chakuza, Eko Fresh, Kay One, D-Bo, Bizzy Montana e Nyze. | 8                  | -                     | -                               |
| 2008 | 7 Live                                               | Bushido                                                                      | 3                  | -                     | -                               |
| 2008 | Saadcore                                             | Baba Saad                                                                    | 9                  | -                     | -                               |
| 2008 | Unter der Sonne                                      | Chakuza                                                                      | 9                  | -                     | -                               |
| 2008 | M. a. d. U. 2 (Mukke aus der Unterschicht 2)         | Bizzy Montana                                                                | 35                 | -                     | -                               |
| 2008 | Heavy Metal Payback                                  | Bushido                                                                      | 1                  | Disco d´oro           | -                               |
| 2009 | Heavy Metal Payback Live                             | Bushido                                                                      | 5                  | -                     | -                               |
| 2009 | Hoffnung                                             | Tarééc                                                                       | -                  | -                     | -                               |
| 2009 | M. a. d. U. 3 (Mukke aus der Unterschicht 3)         | Bizzy Montana                                                                | 45                 | -                     | -                               |
| 2009 | Amnezia                                              | Nyze                                                                         | 67                 | -                     | -                               |
| 2009 | Carlo, Cokxxx, Nutten II                             | Bushido e Fler                                                               | 3                  | -                     | -                               |
| 2010 | Zeiten ändern dich                                   | Bushido                                                                      | 2                  | Disco d´oro           | -                               |
| 2010 | Monster in mir                                       | Chakuza                                                                      | 8                  | -                     | -                               |
| 2010 | Kenneth allein zu Haus                               | Kay One                                                                      | 7                  | -                     | -                               |
| 2010 | Flersguterjunge                                      | Fler                                                                         | 4                  | -                     | -                               |
| 2010 | Berlins Most Wanted                                  | Bushido, Fler e Kay One                                                      | 2                  | -                     | -                               |
| 2011 | Jenseits von Gut und Böse                            | Bushido                                                                      | 1                  | -                     | -                               |
| 2011 | 23                                                   | Bushido e Sido                                                               | 3                  | -                     | -                               |
| 2012 | Prince of Belvedair                                  | Kay One                                                                      | 4                  | -                     | -                               |

### Singoli
| Anno | Titolo                               | Artista                                              | Top 100 dei Singoli | Top 100 dei Singoli | Top 100 dei Singoli |
| Anno | Titolo                               | Artista                                              | GER                 | AUS                 |                     |
| ---- | ------------------------------------ | ---------------------------------------------------- | ------------------- | ------------------- | ------------------- |
| 2004 | Electro Ghetto                       | Bushido                                              | 31                  | -                   |                     |
| 2004 | Nie wieder                           | Bushido                                              | 53                  | -                   |                     |
| 2005 | Hoffnung stirbt zuletzt              | Bushido feat. Cassandra Steen                        | 29                  | -                   |                     |
| 2005 | Nie ein Rapper                       | Sonny Black & Baba Saad                              | 24                  | -                   |                     |
| 2005 | Endgegner                            | Bushido                                              | 13                  | 48                  |                     |
| 2005 | Nemesis                              | Bushido, Baba Saad, Chakuza, Eko Fresh, Billy & D-Bo | -                   | -                   |                     |
| 2006 | Augenblick                           | Bushido                                              | 17                  | 42                  |                     |
| 2006 | Womit hab ich das verdient           | Baba Saad                                            | 68                  | -                   |                     |
| 2006 | Von der Skyline zum Bordstein zurück | Bushido                                              | 14                  | 34                  |                     |
| 2006 | Sonnenbank Flavour                   | Bushido                                              | 15                  | 25                  |                     |
| 2006 | Vendetta                             | Bushido, Chakuza & Eko Fresh                         | 32                  | 61                  |                     |
| 2007 | Janine                               | Bushido                                              | 23                  | 35                  |                     |
| 2007 | Eure Kinder                          | Chakuza feat. Bushido                                | 27                  | 51                  |                     |
| 2007 | Die erste Träne                      | Bisou                                                | 23                  | 49                  |                     |
| 2007 | Sollten alle untergehen              | Chakuza                                              | 72                  |                     |                     |
| 2007 | Alles verloren                       | Bushido                                              | 4                   | 3                   |                     |
| 2007 | Reich Mir Nicht Deine Hand           | Bushido                                              | 23                  |                     |                     |
| 2007 | Ring frei                            | Eko Fresh feat. Bushido                              | 64                  |                     |                     |
| 2007 | Alles Gute kommt von unten           | Bushido feat. Chakuza & Kay One                      | 57                  | 68                  |                     |
| 2008 | Regen                                | Baba Saad feat. Bushido                              | 67                  | -                   |                     |
| 2008 | Unter der Sonne                      | Chakuza feat. Bushido                                | 38                  | 54                  |                     |
| 2008 | Ching Ching                          | Bushido                                              | 9                   | 16                  |                     |
| 2008 | Für das Volk                         | Tarééc feat. Chakuza                                 | -                   | -                   |                     |
| 2008 | Für immer jung                       | Bushido feat. Karel Gott                             | 5                   | 25                  |                     |
| 2009 | Kennst du die Stars                  | Bushido Feat. Oliver Pocher                          | 44                  | -                   |                     |
| 2009 | Eine Chance / Zu Gangsta             | Sonny Black & Frank White                            | 26                  | 26                  |                     |
| 2010 | Alles wird gut                       | Bushido                                              | 10                  | 12                  |                     |
| 2010 | Ich brech die Herzen                 | Kay One                                              | 67                  | -                   |                     |
| 2010 | Das alles ist Deutschland            | Fler feat. Bushido & Sebastian Krumbiegel            | 28                  | -                   |                     |
| 2010 | Fackeln im Wind                      | Bushido feat. Kay One                                | 6                   | -                   |                     |
| 2010 | Zeiten ändern dich                   | Bushido                                              | -                   | -                   |                     |
| 2010 | Berlins Most Wanted                  | Bushido, Fler & Kay One                              | 31                  | 57                  |                     |
| 2011 | Vergiss mich                         | Bushido feat. J-Luv                                  | 19                  | 26                  |                     |
| 2011 | Wärst du immer noch hier?            | Bushido                                              | 44                  | 48                  |                     |
| 2011 | So mach ich es                       | Bushido & Sido                                       | 23                  | 32                  |                     |
| 2011 | Erwachsen sein                       | Bushido & Sido                                       | 29                  | 29                  |                     |
| 2012 | I Need a Girl Part 3                 | Kay One feat. Mario Winans                           | 29                  | 44                  |                     |

## DVD/Live
| Anno | Titolo                                     | Album Charts | Album Charts | Album Charts |
| Anno | Titolo                                     | GER          | AUT          | CH           |
| ---- | ------------------------------------------ | ------------ | ------------ | ------------ |
| 2006 | Deutschland, gib mir ein Mic!              | 10           | 37           | 68           |
| 2008 | 7 Live                                     | 3            | 37           | 76           |
| 2009 | Heavy Metal Payback Live                   | 5            | 47           | -            |
| 2009 | Carlo, Cokxxx, Nutten II DVD               | -            | -            | -            |
| 2010 | Zeiten ändern Dich - Live durch Europa DVD | 9            | 3            | 5            |

### Dischi d'oro
- Solo Album di Bushido "Electro Ghetto" in Germania
- Solo Album di Bushido "Staatsfeind Nr.1" in Germania
- DVD di Bushido "Deutschland gib mir ein Mic!" (in Germania
- Label Sampler "Vendetta - ersguterjunge Sampler 2" in Germania
- Solo Album di Bushido "Von der Skyline zum Bordstein zurück" in Germania e in Austria
- Solo Album di Bushido "7" in Germania e in Austria
- Solo Album di Bushido "Heavy Metal Payback" in Germania e in Austria
- Solo Album di Bushido "Zeiten Ändern Dich" in Germania

### Dischi di platino
- Solo Album di Bushido "Von der Skyline zum Bordstein zurück" in Germania
- Solo Album di Bushido "7" in Germania